# Sérgio Azevedo
Sérgio Azevedo (n. Coimbra, 1968) é um compositor português de música clássica e contemporânea considerado um dos mais importantes compositores da sua geração em Portugal. 

## Vida
Nasceu em Coimbra, Portugal, em 1968, filho do Octávio Sérgio (Octávio Sérgio de Matos Azevedo), guitarrista virtuoso de fado. Estudou composição na Academia de Amadores de Música (Lisboa) com o compositor Fernando Lopes-Graça, com o qual continuará a trabalhar particularmente até à morte deste em 1994, e terminou os estudos de composição na Escola Superior de Música de Lisboa, com Christopher Bochmann (um discípulo da mítica Nadia Boulanger) e Constança Capdeville, tendo obtido a classificação mais elevada (20/20). Em Julho de 2012 doutorou-se na Universidade do Minho (Instituto da Educação) sob a orientação de Elisa Lessa e Christopher Bochmann com a tese  “História de uma Gaivota e do Gato que a ensinou a Voar: a criação de música para crianças como parte de uma ética artística e social”.
Azevedo assistiu a vários seminários no IRCAM e outras instituições, e trabalhou com compositores como Emmanuel Nunes (na Fundação Gulbenkian), Tristan Murail, Phillipe Manoury, Luca Francesconi, Mary Finsterer, Jorge Peixinho, Louis Andriessen e Simon Bainbridge. 
Como compositor, ganhou vários prêmios de composição, em Portugal e no estrangeiro (tais como o Prémio das Nações Unidas, ou o Prémio Fernando Lopes-Graça), e suas obras têm sido tocadas e encomendadas regularmente em vários países (Espanha, França, Reino Unido, Áustria, Alemanha, Bulgária, Brasil, Colômbia, Canadá, E.U.A., Itália, etc) por prestigiados conjuntos, solistas e maestros (Luca Pfaff, Pascal Roffé, Javier Viceiro, Jürgen Bruns, Nikolai Lalov, Brian Schembri, Fabian Panisello, Bruno Belthoise, Aline Czerny, Lorraine Vaillancourt, Artur Pizarro, António Rosado, Miguel Borges Coelho, Anne Kaasa, Marc Foster, Jose Ramon Encinar, Brian Schembri, Ronald Corp, Galliard Ensemble, Proyecto Gerhard, Le Concert Impromptu, Remix Ensemble, Ensemble Télémaque, Plural Ensemble, Nouvel Ensemble Moderne, Kammersymphonie Berlim, etc), estando algumas delas disponíveis em CD. Em 2011 foi distinguido com o importante "Prémio Autores" da Sociedade Portuguesa de Autores na categoria de "Melhor trabalho de música erudita de 2010" com o seu Concerto para Piano e Orquestra.
Para além de uma vasta quantidade de obras de concerto em todos os géneros, do concerto à ópera, passando por obras de câmara e para solistas, Sérgio Azevedo trabalha frequentemente com escolas e estudantes de música, compondo uma grande quantidade de peças didáticas, desde obras para piano solo, para pequenos conjuntos e orquestras escolares, até peças para coros infantis, e das quais se destacam mais de 100 canções, várias cantatas, contos musicais com orquestra, e ainda uma ópera. 
É também um escritor prolífico sobre música, tendo publicado dois livros: "A Invenção dos Sons" (Caminho, Lisboa 1999) e "Olga Prats - Um Piano Singular" (Bizâncio, Lisboa 2007), e contribuído com artigos para muitas outras publicações, tais como "The New Grove Dictionary of Music and Musicians" e autor de programas na RDP - Antena 2 desde 1993. Foi ainda membro do CESEM, Centro de Estética Musical e Estudos entre 1993 e 2007. Colabora ainda com o Museu da Música Portuguesa (Estoril) na edição das obras completas de Fernando Lopes-Graça, das quais é revisor principal. Faz parte frequentemente de júris de concurso de composição e de instrumentos, tais como o Prémio de Composição Fernando Lopes-Graça (6 edições, nacionais e internacionais), o Concurso de Piano Florinda Santos (2 edições), o Prémio Internacional de Composição Machado e Cerveira (2 edições), o Concurso Anatólio Falé (3 edições), o Concurso de Piano Olga Prats (3 edições), ou o Prémio José Afonso (Câmara Municipal da Amadora) desde 2011, entre outros.
É desde 1993 professor na Escola Superior de Música de Lisboa. 
A sua música é desde 2007 editada pela AVA - Edições Musicais (www.editions-ava.com).

## Obras (selecção)
- Aspetto (quinteto de sopros) 1996 (Prémio de Composição Fernando Lopes-Graça, Cascais 1996)
- Atlas' Journey (15 instrumentistas) 1998 (encomenda do Nouvel Ensemble Moderne)
- Keep Going (orquestra) 1998
- Concerto para Dois Pianos e Orquestra 1999-2003 (encomenda da Fundação Calouste Gulbenkian)
- Concertino (piano solo e 14 instrumentistas) 2001 (encomenda conjunta do CCB/Casa da Música)
- Sequenza Ultima (oboé solo e 10 instrumentistas) 2001
- Ariane dans son Labyrinthe (quinteto de sopros e piano) 2004 (encomenda do Ensemble Impromptu)
- Suite Concertante (flauta e orquestra de cordas) 2003 (encomenda do Festival de Música de Leiria)
- Sinfonietta Semplice (orquestra) 2004
- La Vera Storia d'Ulisse in Mare (orquestra) 2005 (encomenda do Teatro Nacional de São Carlos)
- Uma Pequena Cantata de Natal (coro de crianças e 11 instrumentos) 2005
- Berliner Trio (clarinete, violoncelo e piano) 2006 (encomenda do Trio Mediterrain)
- História de uma Gaivota e do Gato que a ensinou a Voar (conto musical para crianças sobre texto de Luís Sepúlveda, narrador e 18 instrumentistas) 2009 (encomenda da AMVC)
- A Rainha das Abelhas (ópera infantil sobre texto dos Irmãos Grimm) 2009
- Concerto para Dois Violinos (2 violinos e orquestra de cordas) 2009
- V mlhách...1912 (quarteto com piano) 2009 (encomenda do Ensemble Darcos)
- O Canto das Ilhas (soprano e piano / soprano, trompa e piano) 2010
- Os Gnomos de Gnu (conto musical para crianças sobre texto de Umberto Eco, narrador e 18 instrumentistas) 2010 (encomenda da AMVC)
- Concerto para Piano (piano e orquestra) 2010 (encomenda do CCB)
- Romance do Grande Gatão (conto musical para crianças sobre conto de Lídia Jorge, narrador e orquestra) 2010
- Rem.mb.r..g .r.nz Sch...rt (orquestra de câmara) 2011
- Seis Pequenas Peças para Guitarra 2011
- O Veado Florido (conto musical para crianças sobre conto de António Torrado, narrador e orquestra) 2011
- Quinteto com Clarinete (clarinete, quarteto de cordas) 2011
- Erasing Mahler (orquestra) 2012 (encomenda de Guimarães - Capital da Cultura 2012)
- Bernardino (conto musical para crianças sobre conto de Manuela Bacelar, narrador e 19 instrumentistas) 2012
- A Britten Celebration (12 instrumentos de sopro) 2013
- Concertino para Guitarra e Pequena Orquestra 2013
- Romance do Caçador e da Princesa (texto anónimo recolhido por Almeida Garrett, coro de crianças e piano) (encomenda do Coro dos Pequenos Cantores de Esposende) 2013
- Romance da Nau Catrineta (texto anónimo recolhido por Almeida Garrett, coro de crianças e piano) 2013
- O Valente Soldadinho de Chumbo (texto de H.C.Andersen, narrador/cantor e ensemble) (encomenda do Síntese - Grupo de Música Contemporânea) 2013
- Concerto para Clarinete (clarinete Bb e orquestra) (encomenda da Fundação Calouste Gulbenkian) 2001-13
- Sonata para Viola 2014 (encomenda de João Pedro Delgado - apoio DGArtes)
- Clarinet Études 2014
- Hukvaldy Trio (violino, violoncelo, piano) (encomenda do Trio Pangea) 2015
- Concerto para Clarinete (encomenda da Fundação Calouste Gulbenkian) 2016
- Concerto para Flauta - "Giochi do Uccelli" (encomenda da Orquestra Metropolitana de Lisboa) 2016
- O Rouxinol do Imperador da China (texto de H.C.Andersen, narrador/cantor e ensemble) (encomenda do Conservatório de Música de Felgueiras) 2017
- O Principezinho (texto de Antoine de Saint-Éxupéry, narrador e orquestra) (encomenda da Orquestra Metropolitana de Lisboa) 2018
- Danças Concertantes (piano e orquestra de sopros) (encomenda da Orquestra de Sopros da ESML) 2018
- Tento em Magnificat e Batalha a 6 (6 órgãos) (encomenda da Câmara Municipal de Mafra) 2018
- Sonata de Hukvaldy (violino e piano) (encomenda do Dryads Duo) 2018
- Implosion (clarinete, violino, viola, violoncelo, piano) 2019
- À procura da raposa (flauta/piccolo, clarinete, violino, violoncelo, piano) 2019
- O Grande Voo do Pardal (texto de Lídia Jorge, narrador e piano) (encomenda da Junta de Freguesia de Alvalade) 2020
- Um conto de Natal de Charles Dickens (Texto de Charles Dickens, narrador e orquestra) (encomenda da Orquestra Metropolitana de Lisboa) 2020
- Concertos para Piano para Crianças nº1-4 (piano e orquestra de cordas) 2019-20
- Concerto para ... - "Le tour de passe-passe" (encomenda da Orquestra Metropolitana de Lisboa) 2021